# Otmane El Assas
Otmane El Assas (arabisch عثمان العساس, DMG ʿUṯmān al-ʿAssās; * 30. Januar 1979) ist ein ehemaliger marokkanischer Fußballspieler.

## Werdegang
El Assas begann seine Karriere in der Saison 2000/01 beim marokkanischen Erstligisten Olympique Khouribga. Dort blieb er bis Ende 2001, als er zu Sharjah FC in die Vereinigten Arabischen Emirate wechselte. Mitte 2004 schloss er sich al-Ittihad in Saudi-Arabien an, blieb dort aber nur wenige Monate. Danach wechselte er zu Al-Gharafa nach Katar. Hier etablierte er sich als Stammkraft im Mittelfeld und gewann mit seinem Team viermal die katarische Meisterschaft. Nach acht Jahren ging er im Jahr 2012 zu Ligakonkurrent Umm-Salal SC. Mitte 2014 beendete er seine Karriere, kehrte jedoch Anfang 2016 zu seinem Heimatverein zurück. Dort spielte er noch ein halbes Jahr.
In den ersten drei Jahren bei Khourigba spielte der Mittelfeldspieler mehrfach für die Nationalelf Marokkos, so bei den Olympischen Sommerspielen in Sydney 2000 und in Athen 2004. Insgesamt kam er 14 Mal zum Einsatz.

## Erfolge
- Katarischer Meister: 2005, 2008, 2009, 2010
- Katarischer Pokalsieger: 2009, 2012